# Urs Freuler
Urs Freuler (ur. 6 listopada 1958 w Bilten) – szwajcarski kolarz torowy i szosowy, czternastokrotny medalista torowych mistrzostw świata.

## Kariera
Pierwszy sukces w karierze Urs Freuler osiągnął w 1978 roku, kiedy wspólnie z Robertem Dill-Bundim, Hansem Känelem i Walterem Baumgartnerem wywalczył brązowy medal w drużynowym wyścigu na dochodzenie podczas mistrzostw świata w Monachium. Rok później, na mistrzostwach świata w Amsterdamie zdobył brązowy medal w wyścigu punktowym amatorów, ulegając jedynie Igorowi Slámie z Czechosłowacji oraz Włochowi Pierangelo Bincoletto. W 1980 roku wziął udział w igrzyskach olimpijskich w Moskwie, gdzie wraz z kolegami zajął ósme miejsce w drużynowym wyścigu na dochodzenie. Na rozgrywanych w 1981 roku mistrzostwach świata w Brnie wywalczył złoty medal w wyścigu punktowym zawodowców. Sukces ten powtórzył na sześciu kolejnych mistrzostwach: Leicester 1982, Zurych 1983, Barcelona 1984, Bassano 1985, Colorado Springs 1986 i Wiedeń 1987 oraz na mistrzostwach w Lyonie w 1989 roku. W tym czasie zdobył również cztery medale w keirinie: złote w 1983 i 1985 roku oraz brązowe w 1984 (za Dill-Bundim oraz Wochem Ottavio Dazzanem) i 1986 roku (za Michelem Vaartenem z Belgii i Dieterem Giebkenem z RFN). Ponadto wielokrotnie zdobywał medale torowych mistrzostw Szwajcarii, 21 razy zwyciężał w zawodach serii Six Days, wygrał 15 etapów w różnych edycjach Giro d’Italia (w 1984 roku zwyciężył w klasyfikacji punktowej), 9 etapów w różnych edycjach Tour de Suisse, a w 1981 roku wygrał trzy etapy Tour de France.